# TV Eiche Horn
Der TV Eiche Horn von 1899 e. V. ist ein Sportverein der Region Bremen. Er zählt mit etwa 3500 Mitgliedern, davon 1300 Kindern und Jugendlichen, zu den größten Sportvereinen der Stadt und hat ein breites Spektrum an Sportarten. Schwerpunkt ist der Breitensport, doch gibt es auch einige überregional erfolgreiche Leistungsmannschaften wie im Floorball Herren oder Volleyball Frauen.

## Sportstätten
Das Fitness-Studio war der letzte Baustein des in mehreren Abschnitten entstandenen multifunktionalen Sportzentrums des TV Eiche Horn, das um den Kristallisationspunkt „Fritzewiese“ herum entstanden ist. Der Komplex in der Berckstraße 87 umfasst u. a. drei Hallen, Kegelbahn, Geschäftsstelle, Gastronomie, Seminarraum, Kinderbetreuungsraum und Sauna. Zusammen mit den Außenanlagen (Sportplätze, Beach-Volleyballanlage, Kinderspielplatz, Tennisanlage) ist so ein Sportkomplex „im Grünen“ entstanden. Weitere Fußballplätze gibt es zudem in der Curiestraße. Auch werden diverse externe Sportstätten (z. B. Schulsporthallen) für den Vereinsbetrieb genutzt.

## Sportarten

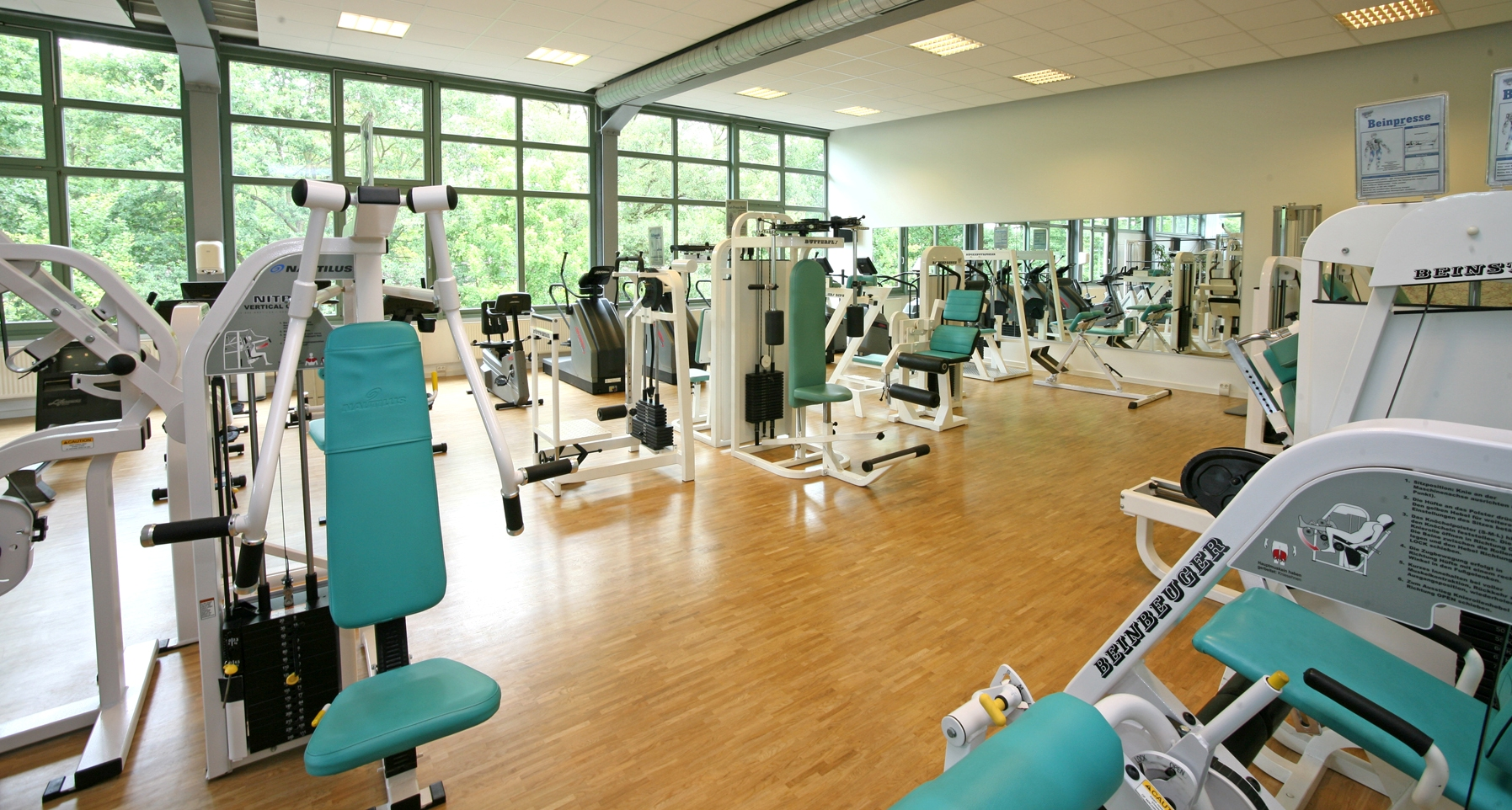
Fitnessbereich

Über 40 Sportarten werden im TV Eiche Horn betrieben: Aerobic, Babygymnastik, Badminton, Ballett, Basketball, Beckenbodengymnastik, Fitness-Studio, Floorball, Fußball, Gesundheitsgymnastik, Gymnastik, Herzsport, Indoor-Cycling, Jazzdance, Jiu-Jitsu, Judo, Karate, Kegeln, Krebsnachsorgesport, Leichtathletik, Modern Arnis, Nordic-Walking, Pilates, Qi Gong, Radwandern, Reha-Sport, Rhythmische Sportgymnastik, Rückengymnastik, Schach, Schwimmen, Seniorensport, Sitzgymnastik, Spiel und Sport für Kinder und Jugendliche, Taekwon-Do, Tanzsport, Tennis, Tischtennis, Turnen, Ultimate Frisbee, Volleyball, Walking, Wandern, Wassergymnastik sowie Yoga.

## Geschichte
26 meist junge Gründungsmitglieder machten 1899 aus ihrer Not eine Tugend: Sie turnten leidenschaftlich gern, waren aber den weiten Fußweg zum nächsten Turnverein in Schwachhausen leid. So wurde kurzerhand der Turnverein Eiche Horn gegründet mit zwei wöchentlichen Turnabenden – in dem Nebenraum einer Gaststätte. Erst ab 1929 konnte mit der Turnhalle der Schule Horner Heerstraße eine angemessene Sportstätte (gemeinsam mit anderen Vereinen) genutzt werden, andere Schulsporthallen kamen ab 1960 hinzu.
Die Palette der betriebenen Sportarten wurde aber schon schnell über das Turnen hinaus erweitert. Einige Beispiele: Leichtathletik 1910, Fußball 1920, Tischtennis 1948, Volleyball 1961, Tanzsport 1969, Tennis 1974, Judo 1975, Rehasport 1975, Badminton 1985, Basketball 1991, Unihockey/Floorball 1993 und Fitness 1995. Anfangs war der Sport nur für Männer gedacht, doch schon 1902 wurde eine Jugendabteilung gegründet. Frauen und Mädchen wurden ab 1919 aufgenommen. Sie stellen inzwischen die Mehrheit im Verein.

## Sportliche Höhepunkte
- Deutsche Meisterschaften in der RSG (Laura Martin, Keeley Martin, Pia Böttcher)
- eine Europameisterschaft im Karate (Jürgen Fabian 1995)
- eine „Bremer Sportlerin des Jahres“ (Pia Böttcher 2003)
- Erstligajudo bei den Frauen (2004) und diverse überregionale Turniererfolge der Nachwuchsjudoka
- eine jahrzehntelange Tradition im Leistungsvolleyball (zunächst bei den Männern, in jüngster Vergangenheit bei den Frauen) mit diversen Regionalligameisterschaften und Teilnahmen am Spielbetrieb der 2. Bundesliga.
- Deutsche Meistertitel im Floorball sowohl bei den Frauen, als auch bei der Jugend U19 (Kleinfeld, 2010) sowie viele Erstligajahre bei den Männern.